# إدارة ساكاتيبيكيز
إدارة ساكاتيبيكيز (بالإنجليزية: Sacatepéquez Department)‏ هي إداراة في غواتيمالا، تتبع غواتيمالا، بلغ عدد سكانها 248019 نسمة، في 2002، عاصمتها انتيغوا غواتيمالا، تبلغ مساحتها 465 كيلومتر مربع.